# Ciclismo ai Giochi della XVI Olimpiade - Chilometro a cronometro
La competizione del chilometro a cronometro di ciclismo dei Giochi della XVI Olimpiade si tenne il giorno 6 dicembre 1956 all'Olympic Park Velodrome di Melbourne, in Australia.

## Risultati
| Pos.    | Atleta            | Nazione           | Tempo  |
| ------- | ----------------- | ----------------- | ------ |
| Oro     | Leandro Faggin    | Italia            | 1'09"8 |
| Argento | Ladislav Fouček   | Cecoslovacchia    | 1'11"4 |
| Bronzo  | Jimmy Swift       | Sudafrica         | 1'11"6 |
| 4       | Warren Scarfe     | Australia         | 1'12"1 |
| 5       | Alan Danson       | Gran Bretagna     | 1'12"3 |
| 5       | Boris Savostin    | Unione Sovietica  | 1'12"3 |
| 5       | Luis Serra        | Uruguay           | 1'12"3 |
| 8       | Warwick Dalton    | Nuova Zelanda     | 1'12"6 |
| 9       | Anésio Argenton   | Brasile           | 1'12"7 |
| 10      | Allen Bell        | Stati Uniti       | 1'12"8 |
| 11      | Kurt Schein       | Austria           | 1'13"1 |
| 12      | Tetsuo Osawa      | Giappone          | 1'13"3 |
| 13      | Allan Juel Larsen | Danimarca         | 1'14"3 |
| 14      | Hernán Masanés    | Cile              | 1'14"7 |
| 15      | Octavio Echeverry | Colombia          | 1'14"8 |
| 16      | Renzo Colzi       | Francia           | 1'15"1 |
| 17      | Jimmy Davies      | Canada            | 1'15"2 |
| 18      | Paul Nyman        | Finlandia         | 1'16"1 |
| 19      | Hylton Mitchell   | Trinidad e Tobago | 1'16"5 |
| 19      | Evrard Godefroid  | Belgio            | 1'16"5 |
| 21      | Saleem Farooqi    | Pakistan          | 1'20"8 |
| 22      | Nguyễn Văn Nhieu  | Vietnam del Sud   | 1'23"6 |